# ینی‌یایلا (یورغیر)
ینی‌یایلا (به ترکی استانبولی: Yeniyayla) یک منطقهٔ مسکونی در ترکیه است که در یورغیر واقع شده‌است.